# Waterberg
Der Waterberg, historischer Name Omuverumue, ist ein markanter Tafelberg in Namibia, östlich von Otjiwarongo. Er ist etwa 48 Kilometer lang und 15 Kilometer breit und überragt seine Umgebung um fast 200 m. Seit 1972 ist auf dem 40.500 ha großen Plateau des Waterbergs und um dieses herum mit dem Waterberg-Plateau-Park ein Nationalpark eingerichtet.

## Geschichte
Besonders bekannt wurde der Ort durch die Schlacht am Waterberg am 11. und 12. August 1904 während des Aufstands der Herero.
Heute erinnern eine Gedenktafel für die gefallenen Herero und ein Deutscher Soldatenfriedhof an das Geschehen.

## Geologie
Der Waterberg war ursprünglich zusammen mit dem 70 km südwestlich liegenden Etjo (2082 m) und wenige Kilometer südlich des Waterberges liegenden Klein-Waterberg (1930 m) Teil eines sehr viel größeren Plateaus, das vor 120–190 Millionen Jahren in der Karoo-Zeit abgelagert wurde. Vor 150 Millionen Jahren wurde das Gelände angehoben und die Verwitterung löste das umgebende weichere Gestein auf.
Weiche und feste Sande auf einer wasserundurchlässigen Schicht, die etwas höher liegt als das umgebende Gelände, bilden die Grundlage für die vielfältigen Lebensräume am Waterberg. Der Sandstein nimmt den Regen wie ein Schwamm auf. Das Wasser sickert nach unten und tritt am Rand der leicht nach Südosten abfallenden Grenzschicht an Quellen wieder aus.